# 織田己知範
織田 己知範（おだ みちのり、1973年5月26日 - ）は、日本の元ラグビー選手。

## プロフィール
- 大阪府出身[1]。
- 現役時代のポジションはウィング(WTB)[2]。
- 日本代表通算キャップ数は5。

## 略歴
東海大仰星高校、大阪体育大学を経て、1996年、ワールドに加入。
2000年5月27日に行われたパシフィック・リム選手権アメリカ合衆国戦で日本代表初キャップを獲得した。